# Слов'яносербський район
Слов'яносе́рбський райо́н — колишній район України у центрі Луганської області. Адміністративний центр — смт Слов'яносербськ. Населення становило 55 006 особи (на 1 серпня 2013 року, в межах 2013 року). Площа району 546 км². Утворено 1966 року, ліквідовано 2020 року.
З 2020 року Слов'яносербський район розділено між Алчевським районом: Зимогір'ївська міська громада та Кадіївська міська громада та Луганським районом: Луганська міська громада.

## Географія
Район розташований у центральній частині Луганської області на відстані 32 км від м. Луганська. Межує на півночі з Новоайдарським, на півночі і північному сході зі Станично-Луганським районом і Луганською міськрадою, на півдні — з Лутугинським, Перевальським районами і Брянківською міськрадою, на заході — з Попаснянським районом і Стахановською та Кіровською міськрадами області. Найвища точка — 223 м.
На території району широко розповсюджені поклади: кам'яного вугілля, вапняків, крейди, мергелів, пісковиків, глини, пісків. Район відноситься до Луганського геолого-промислового району.
Клімат — помірно континентальний: сухе і жарке літо, холодна малосніжна зима.
Територією району протікає 5 річок, найбільші Сіверський Дінець, Лугань.
Ґрунти району відрізняються значною різноманітністю. Зональними ґрунтами тут є чорноземи звичайні на льосовидних породах. Ґрунти даної групи займають вершини і схили водорозділів. Це найродючіші ґрунти району.

### Флора
Слов'яносербський район розташований у степовій зоні України. Ліси в районі займають меншу площу, ніж степова рослинність. Розміщені вони в основному на схилах річкових долин, балок, ярів. Найпоширеніші ліси байрачного типу. У складі рослинних асоціацій переважають злаки і посухостійкі представники різнотрав'я. На території району трапляються рослини, занесені до Червоної книги України:
- келерія Талієва (Koeleria talievii), ендемік середньої течії Сіверського Дінця;
- ковила волосиста (Stipa capillata), вузьколиста (Stipa tirsa), дніпровська (Stipa borysthenica), Залеського (Stipa zalesskii), Лессінга (Stipa lessingiana), найкрасивіша (Stipa pulcherrima), пухнастолиста (Stipa dasyphylla) і українська (Stipa ucrainica) — численні популяції в степу;
- пирій ковилолистий (Elytrigia stipifolia);
- півонія тонколиста (Paeonia tenuifolia);
- рябчик малий (Fritillaria meleagroides), заплава Сіверського Дінця;
- сальвінія плаваюча (Salvinia natans), води Сіверського Дінця;
- сон чорніючий (Pulsatilla pratensis);
- тюльпан дібровний (Tulipa quercetorum) і змієлистий (Tulipa ophiophylla), байрачні ліси;
- шафран сітчастий (Crocus reticulatus), звичайна рослина дібров;
- шоломниця крейдяна (Scutellaria creticola), Весела Гора.

## Історія
Історія заселення Слов'яносербщини пов'язана з появою в XVI столітті на території між річками Луганню та Сіверським Дінцем сторожевих постів запорізького козацтва. Ці землі входили до Кальміуської паланки Вольностей Війська Запорозького. Перша згадка про існування такого поста на місці теперішнього Слов'яносербська відноситься до 1740 року. Інтенсивне заселення цього краю припадає на 50-60 роки XYIII століття. Коли Катерина ІІ забрала ці землі в запорожців і віддала їх на заселення біженцям з Османської імперії, перебралися з дозволу російського уряду серби, хорвати, чорногорці, болгари, а також молдовани і поляки, з яких сербські полковники Йован Шевич та Райко Прерадович формували піші й кінні полки. Ці з'єднання мали охороняти південні кордони російської держави від наскоків турків і татар.
Територія між Луганню і Сіверським Дінцем почала називатися Слов'яносербією. Слідом за військовими поселеннями в Слов'яносербію почали переселятися селяни з Харківської, Чернігівської, Курської і Смоленської губерній, а також торгові люди з різних країв Росії, яких вабили пільгові умови торгівлі.
З 1753 до 1764 року Слов'яносербія існувала як автономна одиниця з центром в місті Бахмут і підпорядковувалась Сенату і Російській Військовій Колегії. У зв'язку з реорганізацією сербських військових полків в 1764 році Слов'яносербія увійшла до складу Катеринославської провінції Новоросійської губернії, а з 1802 року — в Катеринославську губернію.
У 1784 році селище Підгірне, переведене до категорії міст і перейменоване в м. Донецьк, стає центром Донецького повіту.
Наприкінці XIX століття в економічному житті Слов'яносербщини спостерігається застій, проте розвивається Луганськ. З огляду на це Кабінет Міністрів в 1882 році ухвалив рішення про переведення повітового центру зі Слов'яносербська в перспективний Луганськ з переселенням туди чиновництва. Територія повіту розширюється, та назва його залишається до 1919 року.
Слов'яносербський район було створено в 1919 році (з 10.08.1949 Фрунзівський р-н). У сучасних межах район існує з грудня 1966 року згідно з Указом Президії Верховної Ради Української РСР.
З 1960 року Слов'яносербськ — селище міського типу, а з 1966 року — центр Слов'яносербського району
Візитна картка Слов'яносербії — пам'ятник «Комбату», споруджений у 1980 році за проектом Луганського скульптора І. М. Чумака. В основу пам'ятника покладений знімок військового кореспондента Макса Альперта під назвою «Комбат», на якому зображений молодший політрук Олексій Єрьоменко, що загинув в 1942 році на Слов'яносербській землі.
7 жовтня 2014 року Кримська і Трьохізбенська сільради, а також села Лобачеве і Лопаскине Слов'яносербського району були передані до складу Новоайдарського району.
11 лютого 2015 року село Жолобок Фрунзенської селищної ради передане до складу Попаснянського району.

## Адміністративний устрій
Адміністративно-територіально район поділяється на 1 міську, 5 селищних та 7 сільських рад, які об'єднують 47 населених пунктів і підпорядковані Слов'яносербській районній раді. Адміністративний центр — смт Слов'яносербськ. У районі 1 місто, 5 селищ міського типу і 41 сільський населений пункт.
Ради:
- Зимогір'ївська міська,
- Слов'яносербська, Родаківська, Фрунзенська, Лотиківська, Лозівська селищні,
- Жовтенська, Веселогірська, Весняненська, Степівська, Смілянська, Металістська, Хорошенська сільські ради.

### Список сіл району
| Назва          | Входження                     |
| -------------- | ----------------------------- |
| Шишкове        | Металістська сільська рада    |
| Червоний Лиман | Весняненська сільська рада    |
| Цвітні Піски   | Веселогірська сільська рада   |
| Христове       | Веселогірська сільська рада   |
| Хороше         | Хорошенська сільська рада     |
| Суходіл        | Родаківська селищна рада      |
| Степове        | Степівська сільська рада      |
| Сміле          | Смілянська сільська рада      |
| Світле         | Веселогірська сільська рада   |
| Сабівка        | Жовтенська сільська рада      |
| Раївка         | Металістська сільська рада    |
| Пришиб         | Слов'яносербська селищна рада |
| Привітне       | Веселогірська сільська рада   |
| Петровеньки    | Хорошенська сільська рада     |
| Пахалівка      | Хорошенська сільська рада     |
| Паньківка      | Веселогірська сільська рада   |
| Обозне         | Веселогірська сільська рада   |
| Мамушеве       | Родаківська селищна рада      |
| Новоселівка    | Жовтенська сільська рада      |
| Новодачне      | Родаківська селищна рада      |
| Новогригорівка | Степівська сільська рада      |
| Лиман          | Металістська сільська рада    |
| Крута Гора     | Жовтенська сільська рада      |
| Красний Лиман  | Слов'яносербська селищна рада |
| Знам'янка      | Слов'яносербська селищна рада |
| Земляне        | Металістська сільська рада    |
| Зарічне        | Весняненська сільська рада    |
| Замостя        | Родаківська селищна рада      |
| Жолобок        | Фрунзенська селищна рада      |
| Жовте          | Жовтенська сільська рада      |
| Довге          | Слов'яносербська селищна рада |
| Дачне          | Фрунзенська селищна рада      |
| Говоруха       | Родаківська селищна рада      |
| Весняне        | Весняненська сільська рада    |
| Весела Гора    | Веселогірська сільська рада   |
| Богданівка     | Весняненська сільська рада    |
| Бердянка       | Весняненська сільська рада    |
| Сокільники     | Слов'яносербська селищна рада |

## Населення
Станом на 1 січня 2006 року наявне населення району становило 58 371 особу, або 2,2 % від населення області, у тому числі:
- міського — 10,600 тис. осіб;
- сільського — 20,876 тис. осіб;
- селищного — 26,895 тис. осіб

За даними перепису 2001 року населення району становило 61 834 особи, з них 38,94 % зазначили рідною українську мову, 60,4 % — російську, а 0,66 % — іншу.
Етнічний склад населення району на 2001 рік був представлений наступним чином:
- українці — 65 %;
- росіяни — 32,8 %;
- білоруси — 0,7 %
- інші національності — 1,5 %

Етномовний склад сільських та міських рад району (рідна мова населення) за переписом 2001 року, %
|                         | російська | українська | білоруська |
| Слов'яносербський район | 60,4      | 38,9       | 0,1        |
| ----------------------- | --------- | ---------- | ---------- |
| м. Зимогір'я            | 39,4      | 59,6       | 0,3        |
| смт Слов'яносербськ     | 61,7      | 37,5       | 0,1        |
| смт Лозівський          | 75,5      | 24,2       | 0,1        |
| смт Лотикове            | 92,1      | 7,8        | 0,0        |
| смт Родакове            | 57,5      | 40,4       | 0,1        |
| смт Сентянівка          | 37,9      | 61,1       | 0,1        |
| Веселогірська сільрада  | 68,1      | 31,8       |            |
| Весняненська сільрада   | 73,4      | 26,1       | 0,5        |
| Жовтенська сільрада     | 65,4      | 34,4       |            |
| Кримська сільрада       | 86,0      | 14,0       |            |
| Металістська сільрада   | 68,6      | 31,3       | 0,0        |
| Трьохізбенська сільрада | 96,2      | 3,7        | 0,1        |
| Хорошенська сільрада    | 37,3      | 62,5       | 0,1        |

## Економіка
Близькість району до промислових центрів — міст Луганськ, Алчевськ, Стаханов, Кіровськ, Брянка та географічне положення створюють умови для формування економіки району. В її структурі виробництво промислової продукції становить 60 %, сільськогосподарська — 40 %.
Основна галузь — вугільна промисловість, яка представлена шахтою — «Черкаська», вуглезбагачувальною фабрикою ДП ГЗФ «Слов'яносербська» та ДВАТ «Лотиківський ремонтно-механічний завод».
Підприємства вугільної промисловості мають великі потужності, які використовуються лише на 20-30 %, і можуть бути об'єктами для залучення інвестицій та нарощування виробництва продукції. Металообробну галузь представляє завод по виготовленню сталевих труб і металопрокату — ТОВ «Металіон», також він має резерв складських приміщень, залізничних під'їзних шляхів, лінію з виробництва сталевих труб.
У м. Зимогір'я на близькій відстані від родовищ сировини розміщені виробничі потужності з виробництва цегли керамічної — СП «Цегельний завод». Підприємство ДП «Зимогорянка» спеціалізується на випуску швейних текстильних та трикотажних виробів.
Підприємства переробної та харчової промисловості — це ЗАТ «Слов'яносербський молокозавод», який випускає 14 видів молочної продукції.
У районі працює два залізничних вузли — Родакове та Сентянівка, де розміщені станції, локомотивне депо, дистанції по ремонту колій та інші служби з житлом та соціальною інфраструктурою залізничників.
Слов'яносербія — край родючих для Донбасу ґрунтів. Луганський інститут агропромислового виробництва (с. Металіст) є базовим з проведення досягнень аграрної науки в виробництво, ВАТ «Племзавод імені Литвинова» спеціалізується на вирощуванні племінної продукції свинарства, ЗАТ «Луганська насіннєва станція» — насіння багаторічних трав. Інші сільгосппідприємства виробляють товарну продукцію землеробства і тваринництва.
У районі в обробці 43,4 тис. гектарів ріллі.
Природнокліматичні умови, якість земель, близькість ринків збуту продукції дають перспективи для успішного розвитку сільського господарства в умовах повного реформування власності і залучення інвестицій із зовні.

## Соціальна сфера
У районі досить розгалужена мережа соціальних закладів. Медичне обслуговування населення забезпечує Слов'яносербське територіальне об'єднання, до складу якого входить 2 лікарні на 410 ліжок, 7 амбулаторій, 24 фельдшерсько-акушерських пунктів, є районна санітарно-епідеміологічна станція. Медична допомога в поліклініці районної лікарні надається з 24-х основних спеціальностей.
Система освіти — це 20 шкіл, 2 — позашкільних заклади, 18 дитячих дошкільних закладів, 2 — ДЮСШ. У школах навчається 5424 учнів, в дитячих закладах перебуває 762 дитини.
У районному центрі з 1972 року функціонує Слов'яносербський сільськогосподарський технікум, вищий навчальний заклад 1 рівня акредитації.
За роки існування випущено 14,200 тис. спеціалістів. Навчальний заклад готує фахівців із таких спеціальностей:
- бухгалтерський облік,
- комерційна діяльність,
- землевпорядкування,
- геодезичні роботи та експлуатація геодезичного обладнання,
- будівництво, обслуговування та ремонт гідромеліоративних споруд,
- прикладна екологія.

Невичерпна сила народної творчості населення сучасної Слов'яносербії. Культурне, духовне зростання, його забезпечують 23 клубні установи, 1 дитяча музична школа з 6 філіалами, 29 бібліотек, Фонд літератури нараховує 794.5 тис. одиниць. Працює 126 колективів художньої самодіяльності, серед яких 6 мають звання «народних», із них 3 «зразково-показових». Близько 10 років функціонує районний історико-краєзнавчий музей, 5 музеїв на громадських засадах.
У населених пунктах району споруджено 100 пам'яток та пам'ятних знаків історії, культури, архітектури. З них археологічних — 52, історичних — 40, монументального мистецтва — 6 та 1 пам'ятка будівництва та архітектури (будинок Родаківського залізничного вокзалу). У с. Трьохізбенка в 1999 році відкритий пам'ятник ватажку козацько-селянського повстання 1707—1709 років Кіндрату Булавіну. У 2003 році відкритий монумент дружби слов'янських народів «Немає уз святіших за братерство» з нагоди 250-річчя Слов'яносербії.
До пам'яток культури та архітектури також віднесені залізничний вокзал в с. Фрунзе, 1910 рік, та садибний будинок в с. Весела Гора, 18 вік, Покровська церква в с. Трьохізбенка, 1907 рік. 7 архітектурних пам'яток занесено до державного реєстру.
До культових об'єктів відносяться: церква Архідіякона Стефанія в с. Слов'яносербськ, 19 століття, Благовещенська церква в с. Весела Гора, 1839 рік, церква Вознесіння с. Хороше, 1870 рік, Троїцька церква в м. Зимогір'я — 19 століття.
Вздовж мальовничих берегів Сіверського Дінця розташовані дитячі табори та бази відпочинку, збудовані промисловими підприємствами для оздоровлення дітей та своїх працівників.

## Пам'ятки

### Заповідники

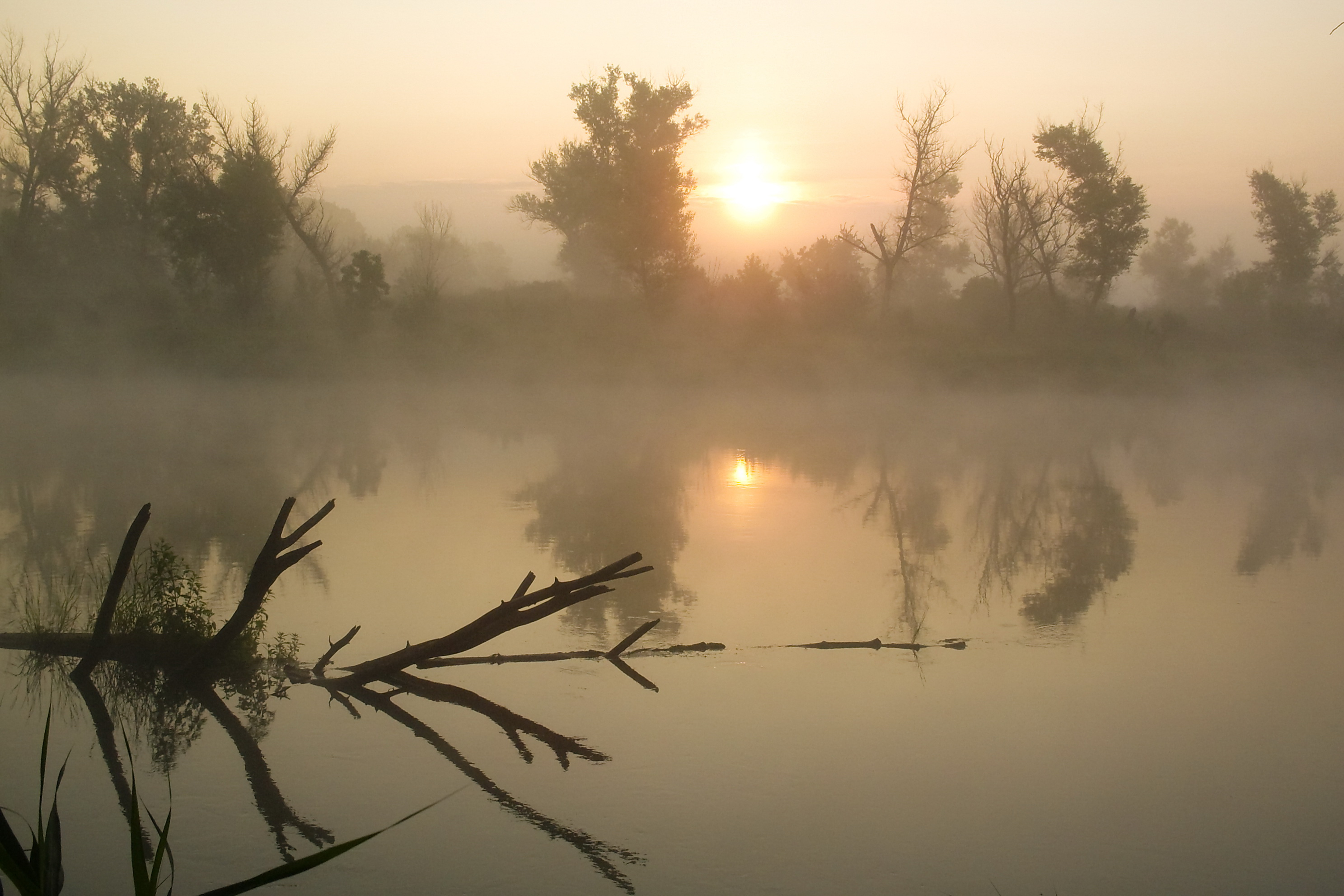
Сіверський Донець у Кримському заказнику

У Слов'яносербському районі основу заповідного фонду складають дві геологічні пам'ятки природи, один ентомологічний та один іхтіологічний заказники. Вони мають для району особливу природоохоронну, наукову, естетичну значимість. У них проводяться необхідні заходи щодо збереження природного різноманіття ландшафтів, тваринного та рослинного світу, підтримки загального екологічного балансу у навколишньому середовищі. Природно—заповідний фонд охороняється як національний здобуток, у відношенні якого встановлений особовий режим охорони, відтворювання та використання і знаходиться під охороною держави.
- Слов'яносербська геологічна пам'ятка на території Лотиківської селищної ради — оголення пісків і гранітних пісковиків Марфінського терасового рівня;
- Заповідне урочище Біляєвське — мальовниче лісове урочище з озерами на території Трьохізбенської сільської ради;
- Кримський державний ентомологічний заповідник — ділянка балки Коксне.

Заповідники місцевого значення — це Причипилівська геологічна пам'ятка на території Кримської сільради та іхтіологічний заповідник «Донецький» на території Веселогірської сільської ради — місце існування риб, занесених до Червоної Книги.